# Methods of Mayhem
Methods of Mayhem е рап метъл група в Лос Анджелис, Калифорния, САЩ, сформирана от барабаниста на Mötley Crüe Томи Лий.

## История
Томи Лий създава групата след развода си с Памела Андерсън през 1999 г. Тогава излиза и дебютния едноименен албум, който става златен. В него участие взимат Фред Дърст, Crystal Method, U-God, Кид Рок, Снуп Дог, Лил Ким, Джордж Клинтън и Микс Мастър Майк. Групата се разпада през септември 2000 г.
През март 2009 г., Лий възстановява групата и започва работа по нов албум, който излиза година по-късно.

## Стил
Дебютния албум на бандата е в стил рап метъл, докато A Public Disservice Announcement е в по-разнообразни стилове като рап рок, ню метъл и денс рок.

## Състав
| Сегашни членове - Томи Лий – вокали, китара, барабани (1999–2000; 2009– ) - Джон Алън III – китара, вокали (2009– ) - DJ Aero – електроника (1999–2000; 2009– ) - Марти О'Брайън – бас, синтезатор, вокали (2000; 2009– ) - Моргън Роуз – барабани (2010– ) |  | Предишни членове - Микс Мастър Майк – плочи (1999) - Стивън Пъркинс – барабани (1999–2000) - TiLo – вокали (1999–2000) - Крис Чейни – бас (1999–2000) - Кай Маркъс – китара, вокали (1999–2000) - Уил Хънт – барабани (2009–2010) |

## Дискография
| - Methods of Mayhem (1999) - A Public Disservice Announcement (2010) - Get Naked (2000) - New Skin (2000) - Fight Song (2010) - Time Bomb (2010) |